# Новойовець
Новойовець (пол. Nowojowiec, нім. Nowojowitz, 1934-45: Neuenwalde) — село в Польщі, у гміні Вельбарк Щиценського повіту Вармінсько-Мазурського воєводства.
Населення — 92 особи (2011).
У 1975-1998 роках село належало до Ольштинського воєводства.

## Демографія
Демографічна структура станом на 31 березня 2011 року:
|          | Загалом | Допрацездатний вік | Працездатний вік | Постпрацездатний вік |
| -------- | ------- | ------------------ | ---------------- | -------------------- |
| Чоловіки | 48      | 12                 | 31               | 5                    |
| Жінки    | 44      | 14                 | 24               | 6                    |
| Разом    | 92      | 26                 | 55               | 11                   |